# أل كارتر
أل كارتر (بالإنجليزية: Al Carter)‏ هو كاتب حول الرياضة أمريكي، ولد في 20 مايو 1952.